# Sarah Kunze
Sarah Kunze (* 25. Januar 2002) ist eine deutsche Synchronsprecherin.

## Leben
Sarah Kunze ist die Tochter des Synchronsprechers Mathias Kunze. Ihre fünf Jahre jüngere Schwester ist Hannah Kunze, ihr Bruder ist David Kunze – beide sind ebenfalls als Synchronsprecher tätig.
Seit dem Jahr 2007 war sie in zahlreichen Filmen, unter anderem Ich – Einfach unverbesserlich und Ame & Yuki – Die Wolfskinder, und Fernsehserien, unter anderem Nurse Jackie, Hank Zipzer und Die Garde der Löwen, zu hören.

## Synchronrollen
- 2007: Piper Mackenzie Harris in Blonde Ambition als Amber
- 2009–2015: Mackenzie Aladjem in Nurse Jackie als Fiona Peyton (2. Stimme, Staffeln 5–7)
- 2010: Elsie Fisher in Ich – Einfach unverbesserlich als Agnes
- seit 2011: Kyla Rae Kowalewski in Die fantastische Welt von Gumball als Anais Watterson
- 2011: Katsuki Hashimoto in Ein Brief an Momo als Umi (Synchronisation 2014)
- 2011: Holly Boyd in A Lonely Place to Die – Todesfalle Highlands als Anna
- 2011: Maggie Elizabeth Jones in Wir kaufen einen Zoo als Rosie Mee
- 2012: Momoka Ōno in Ame & Yuki – Die Wolfskinder als Yuki (Kind)
- 2013: Elsie Fisher in Ich – Einfach unverbesserlich 2 als Agnes
- 2014: Kylie Rogers in Finders Keepers (Film) als Claire Simon
- seit 2014: in Peanuts – Die neue Serie als Lucy
- seit 2014: Madeline Holliday in Hank Zipzer als Emily Zipzer
- 2014–2015: Haruka Shiraishi in Ronja Räubertochter (Anime) als Ronja
- 2015: Hadley Belle Miller in Die Peanuts – Der Film als Lucy
- 2015: Mackenzie Foy in Der Kleine Prinz (2015) als Kleines Mädchen
- 2016: Sarah Hyland in Die Garde der Löwen als Tiifu
- 2016: Lulu Wilson in Ouija: Ursprung des Bösen als Doris Zander
- seit 2016: Sterling Jerins in Divorce (Fernsehserie) als Lila
- 2019: Mckenna Grace in Annabelle 3 als Judy Warren